# Textilfabrik Marienthal

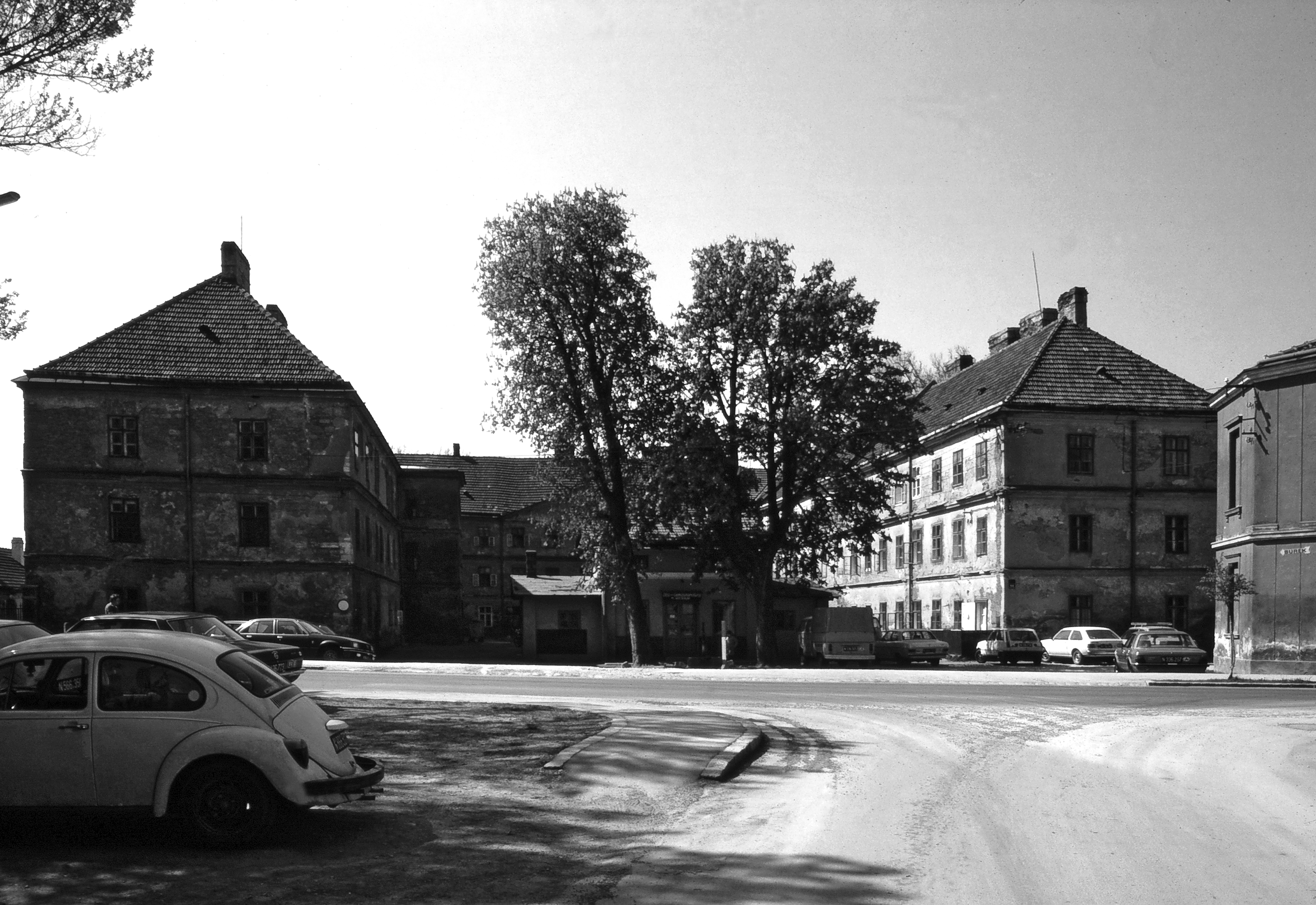
Gramatneusiedl, Marienthal, ehem. Arbeiterwohnhaus Theresienmühle (um 1980)

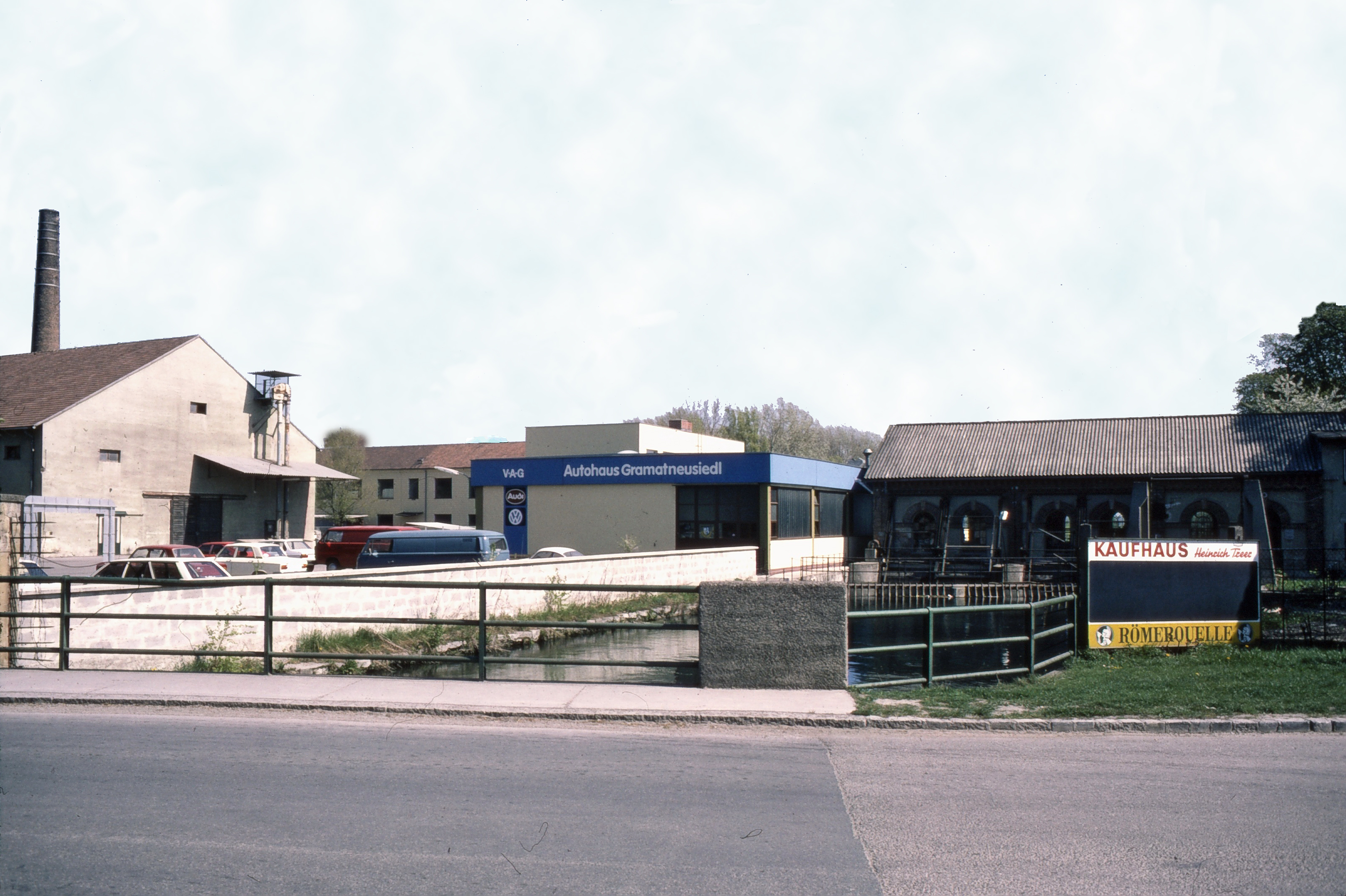
Gramatneusiedl, Marienthal, Bereich Laden-Mühle um 1980 (rechts der Fischa-Mitte: Gebiet der Marktgemeinde Reisenberg, Bezirk Baden)

Die Textilfabrik Marienthal war ein Industriebetrieb in der niederösterreichischen Marktgemeinde Gramatneusiedl im 19. und 20. Jahrhundert. Um die Fabrik wurde die Arbeitersiedlung Marienthal errichtet.

## Geschichte
Das Unternehmen wurde im Jahr 1826 gegründet. Der pensionierte Polizeioberkommissär Leopold Pausinger hatte 1819 mit seinem Partner Franz Xaver Wurm die bereits vorhandene Theresienmühle gekauft und darin die k.k. privilegierte Flachs- und Werg-Spinnfabrik zu Marienthal eingerichtet. Der Name Marienthal ist das erste Mal im Jänner 1823 belegt. 1827 musste das Unternehmen aufgrund finanzieller Probleme wieder geschlossen werden.
Einen zweiten Anlauf nahm der Bankier und Philanthrop Hermann Todesco, der die stillgelegte Fabrik kaufte. Er ließ die alte Theresienmühle niederreißen und errichtete 1833 ein neues Fabriksgebäude. In der Marienthaler Baumwoll-Gespinnst und Woll-Waaren-Manufactur-Fabrik arbeiteten im Jahr 1835 286 Personen. 1833 ließ Todesco auch eine Fabriksschule errichten, die 1885 wieder aufgelöst wurde. 1844 stiftete Todesco eine Kinderbewahranstalt, eine Vorform des Kindergartens. Diese bestand in einer der jeweiligen Zeit angepassten Form bis ins Jahr 1970.
1843 hatte sich die Mitarbeiterzahl auf 140 (davon 22 Kinder) reduziert. Nach dem Tode von Hermann Todesco, 1844, übernahm Todescos Sohn, Max, die Firma. Er ließ an der Stelle der Laden-Mühle (jenseits der nach Reisenberg führenden Straße gelegen) eine Spinnerei, eine Karderie sowie eine Weberei errichten. Das Fabriksgebäude von 1833 – ein großzügiger, aus drei Trakten bestehender dreigeschoßiger Bau – wurde zu einem Arbeiterwohnhaus umgebaut und ein weiteres Arbeiterwohnhaus errichtet. Es war dies der Beginn der Arbeiterkolonie Marienthal.
Die Eröffnung der Wien-Raaber Bahn nach Bruck an der Leitha im Jahr 1846 wirkte sich positiv auf die Entwicklung des Unternehmens aus. 1858 wurden 1.000 Mitarbeiter beschäftigt. In diesem Jahr übernahmen die beiden Brüder Eduard und Moritz von Todesco die Firma. Das Unternehmen wuchs ständig und fusionierte 1864 mit der Baumwollspinnerei Trumau zur Marienthaler und Trumauer Actien-Spinn-Fabriks-Gesellschaft, später Actien-Gesellschaft der Baumwoll-Spinnereien, Webereien, Bleiche, Appretur, Färberei und Druckerei zu Trumau und Marienthal. Im selben Jahr wurden für die Mitarbeiter ein Arbeiter-Consum-Verein sowie ein Fabrikspital mit Badeanlage errichtet.
Im Jahr 1925 wurde die Aktienmehrheit durch die Vereinigte Österreichische Textil-Industrie Mautner Aktiengesellschaft von Isidor Mautner übernommen. 1929 beschäftigte das Werk rund 1.300 Mitarbeiter. Bedingt durch die Weltwirtschaftskrise im Jahr 1929 musste das Werk am 12. Februar 1930 schließen.
In den Jahren danach führten Marie Jahoda, Paul Lazarsfeld und Hans Zeisel in der Arbeitersiedlung ein Forschungsprojekt über die Auswirkungen von Langzeitarbeitslosigkeit durch. Die 1933 publizierte Studie Die Arbeitslosen von Marienthal gehört zu den Klassikern der empirischen Soziologie.
Von den Gebäuden sind, abgesehen von der Arbeitersiedlung, noch ein ehemaliges Direktorenwohnhaus vorhanden, das nunmehr als Bürogebäude der heute auf diesem Gelände befindlichen Chemiefabrik dient.

## Nachfolgeunternehmen
Im Jahr 1934 eröffnete Kurt Sonnenschein, dessen Fabrik 1933 in Unterwaltersdorf einem Brand zum Opfer gefallen war, das Unternehmen neu. Es wurde als Frommengersche mechanische Weberei und Schlichterei Kurt Sonnenschein in Mariental im Handelsregister eingetragen und mit einem komplett neuen Maschinenpark ausgestattet. Die Belegschaft wuchs wieder langsam bis 130 Mitarbeiter im Jahr 1938 an.
Nach dem Anschluss wurde das Werk „arisiert“ und ging in den Besitz von Fritz Ries über, der es aber bereits 1941 wieder an den Herforder Textilunternehmer Adolf Ahlers verkaufte. Kriegsbedingt musste aber die Schneiderei schon 1943 geschlossen werden, lediglich eine kleine Näherei produzierte bis November 1944 weiter Overalls für den Reichsarbeitsdienst.
Am 2. April 1945, kurz vor der Befreiung Gramatneusiedls durch die Rote Armee, brannten Angehörige der deutschen Wehrmacht beinahe die gesamte Anlage nieder. Noch im Sommer wurden die Reparaturarbeiten an den zerstörten Webstühlen begonnen, so dass 1946 ein notdürftiger Betrieb aufgenommen werden konnte. 1950 waren bereits wieder rund 100 Mitarbeiter beschäftigt. 1953 wurde das Unternehmen an die Familie Sonnenschein restituiert. In dem Werk wurde wieder Buntwäsche, wie bereits vor dem Krieg, aber auch Reifengewebe für die Firma Semperit in Traiskirchen, hergestellt.
Das Unternehmen war allerdings nur von kurzer Dauer. Nach fünf Jahren musste im Jahr 1958 der Betrieb wieder geschlossen werden. Der nächste Besitzer war Justinian Karolyi, der auf dem Gelände eine Seidenweberei einrichtete. Allerdings überlebte auch diese Firma nur kurze Zeit. So war der 31. März 1961 das eigentliche Ende der Marienthaler Textilfabrik.

## Museum

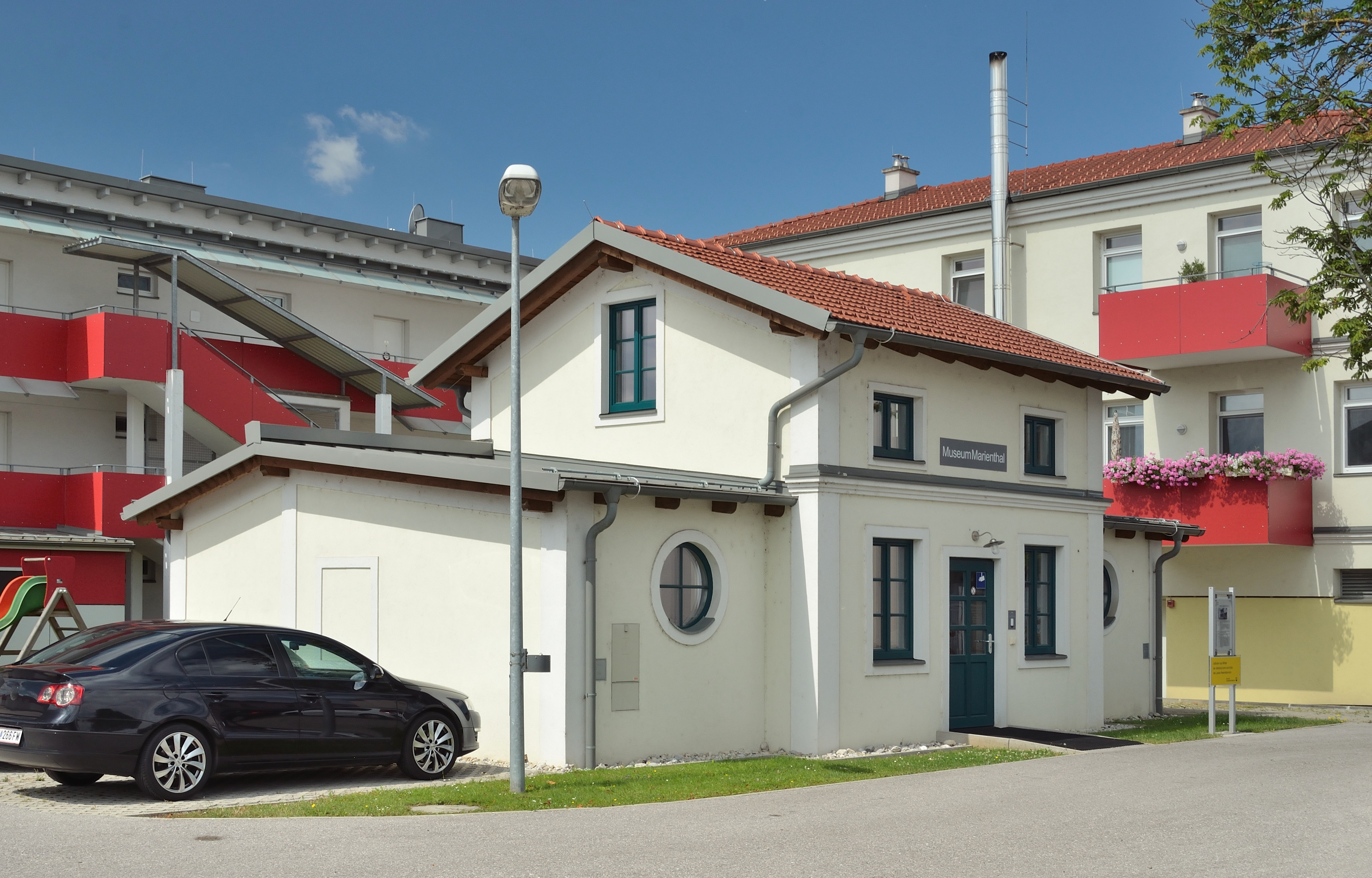
Nachbau der ehemaligen Consumverein-Filiale, heute Museum

Das Museum befindet sich in einem originalnahen Nachbau (2009) des Arbeiter-Consum-Vereinsgebäudes von 1864, das 2008 abgerissen wurde. Es beschäftigt sich mit der Fabrik und Arbeiterkolonie von 1820 bis 1930, mit der Studie Die Arbeitslosen von Marienthal und ihren Autoren, mit der Geschichte des Ortes nach der Studie bis heute sowie mit der Arbeiterkultur Marienthals, Unternehmerkultur, Arbeitswelt, Arbeit und Arbeitslosigkeit.